# Мунтяну, Доринел
Дорине́л Мунтя́ну (рум. Dorinel Munteanu; род. 25 июня 1968, Грэдинари, жудец Караш-Северин, Румыния) — румынский футболист, выступавший за клубы Румынии, Бельгии и Германии. Рекордсмен сборной Румынии по количеству проведённых матчей (134). Ныне является футбольным тренером, имеет лицензию PRO.

## Карьера

### Клубная
В высшей румынской футбольной лиге дебютировал 21 августа 1988 в команде «Скорничешти». В следующем сезоне переходит в клуб «Интер» (Сибиу), откуда впервые приглашается в сборную Румынии. На следующий год переходит в «Динамо» (Бухарест), где в 1992 становится чемпионом Румынии. С 1993 года начинается зарубежная карьера игрока, его приглашают в известный бельгийский клуб «Серкль Брюгге». После двух сезонов в Бельгии Мунтяну переезжает в Германию — в «Кёльн», где проводит четыре сезона в первой и второй Бундеслигах. После этого переходит в «Вольфсбург», где играет с июля 1999 до января 2004 года.
После 10 лет зарубежной карьеры Мунтяну в возрасте 36 лет возвращается на родину в бухарестский клуб «Стяуа», и сразу, во второй раз в своей карьере, становится чемпионом Румынии.

### В сборной
Рекордсмен по количеству матчей за национальную сборную Румынии — 134 игры. Дебютировал 23 мая 1991 против сборной Норвегии. Участник чемпионатов мира 1994, 1998 и чемпионатов Европы 1996, 2000.

### Тренерская

#### Румынские клубы
В 2005 году, сдав экзамены на тренерскую лицензию, становится играющим тренером в клубе ЧФР из города Клуж-Напока. Потом в той же должности следует непродолжительная работа в клубах «Арджеш», «Васлуй» и «Университатя» (Клуж). В октябре 2008 года Мунтяну назначается главным тренером «Стяуа», но уже в декабре увольняется за неудовлетворительные результаты. Тренировал команду «Оцелул», с которой вышел в групповой этап Лиги чемпионов 2011/2012. Коллектив под руководством Мунтяну занял 4-е (последнее) место в своей группе.

#### «Мордовия»
27 декабря 2012 года назначен главным тренером футбольного клуба «Мордовия». 10 июня 2013 покинул «Мордовию», несмотря на то, что срок действия контракта с саранской командой истекал только 31 мая 2014. В официальном заявлении на сайте клуба было сообщено, что Мунтяну и его штаб «… без объяснения причин покинули расположение клуба, отказавшись, таким образом, от исполнения своих прямых обязанностей». Однако по словам агента тренера Леонида Истрати, он и его клиент перед уходом общались несколько часов с руководством «Мордовии», которое в итоге приняло их позицию, а директор клуба лично завизировал все документы. Позже агент пояснил, что в контракте Доринела с «Мордовией» не было прописано ни одного пункта об отступных, и вообще о том, что должно происходить в случае ухода Мунтяну во время действия данного соглашения, ввиду чего все эти вопросы регулируются исключительно российским законодательством, в частности, Трудовым кодексом РФ. 11 июля на пресс-конференции с участием руководства ФК «Мордовия» и новобранцев команды директор клуба Владимир Бибиков заявил, что проблема с расторжением контракта с Доринелом Мунтяну — это административные вопросы, которые будут решены в скором времени.

#### «Кубань»
11 июня 2013 года появилась информация о том, что он возглавил «Кубань», однако официальное оформление отношений затянулось, ввиду процессуальных вопросов, связанных с увольнением Доринела из предыдущего клуба. Ввиду того, что решить эти административные вопросы до старта нового сезона не удалось, то до их решения формально в качестве главного тренера «Кубани» был заявлен перешедший в клуб в период межсезонья для работы с молодёжным составом Игорь Осинькин. 15 июля агент румынского специалиста заявил, что процессуальные проблемы будут решены в течение недели, что, наконец-то, позволит его клиенту официально оформить отношения с «Кубанью», контракт с которой, скорее всего, будет рассчитан на четыре года. 30 июля Палата по разрешению споров РФС разрешила «Кубани» заявить Доринела Мунтяну. На следующий день, 31 июля, румынский специалист был внесён в официальную заявку клуба в качестве главного тренера команды. При этом директор ФК «Мордовия» Владимир Бибиков заявил, что их юристы подали апелляцию на данное решение, рассмотрение которой состоится 1 августа. Кроме того, функционер не исключил и возможность обращения в международные инстанции, если в России примут не их сторону.
12 октября 2013 года руководство «Кубани» сообщило тренеру, что разрывает с ним контракт. При этом под руководством Мунтяну краснодарская команда пробилась в групповой этап Лиги Европы, стартовав в нём с двух поражений, а после 12 туров занимала 10-е место в российской Премьер-Лиге.

#### «Габала»
14 июня 2014 года Мунтяну подписал контракт с клубом Габала из Азербайджана. Контракт был рассчитан на один год, однако тренер проработал в клубе всего 5 месяцев.

#### «Астра»
5 марта 2015 года Доринел Мунтяну сменил Олега Протасова на посту главного тренера «Астры».

#### «Оцелул»
Под руководством Мунтяну «Оцелул» вышел в высший дивизион по итогам сезона 2022/23.

## Достижения

### Игрока
- Чемпион Румынии: 1991/92, 2004/05

### Тренера
- Чемпион Румынии: 2010/11
- Обладатель Суперкубка Румынии: 2011

### Личные
- Почётный гражданин Бухареста: 1994[22]
- Орден «За спортивные заслуги» III степени I типа (2008)[23]